# Universitat de Leicester
La Universitat de Leicester és un centre públic de recerca situat a Leicester, Anglaterra. El campus principal es troba al sud del centre de la ciutat, prop de Victoria Park. El Col·legi Universitari de Leicester, predecessor de l'actual universitat, va adquirir estatus universitari l'any 1957. La universitat és coneguda per a la invenció de l'empremta genètica i per contribuir a la descoberta i identificació de les restes del Rei Ricard III d'Anglaterra.

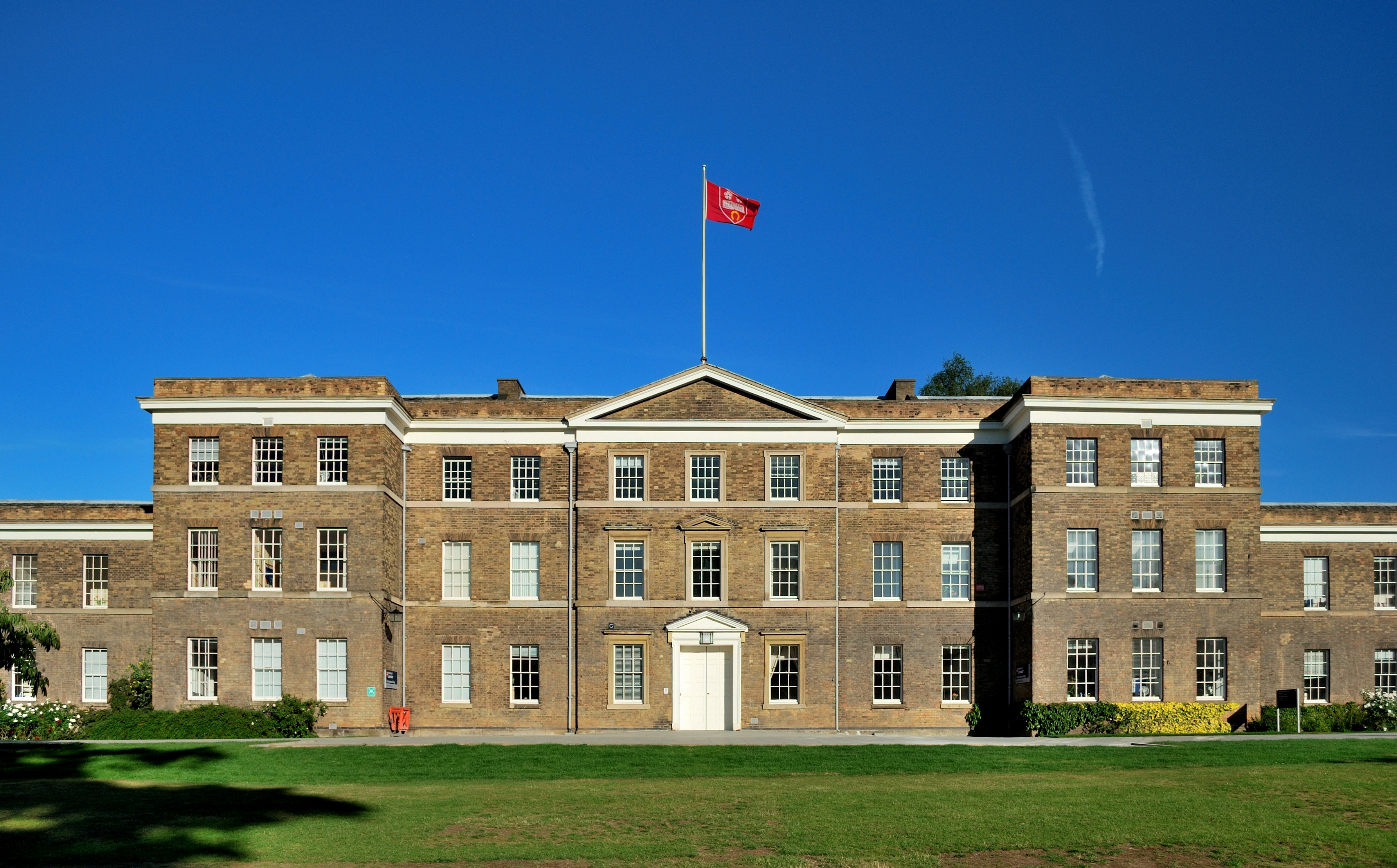
L'edifici Fielding Johnson, construït el 1837

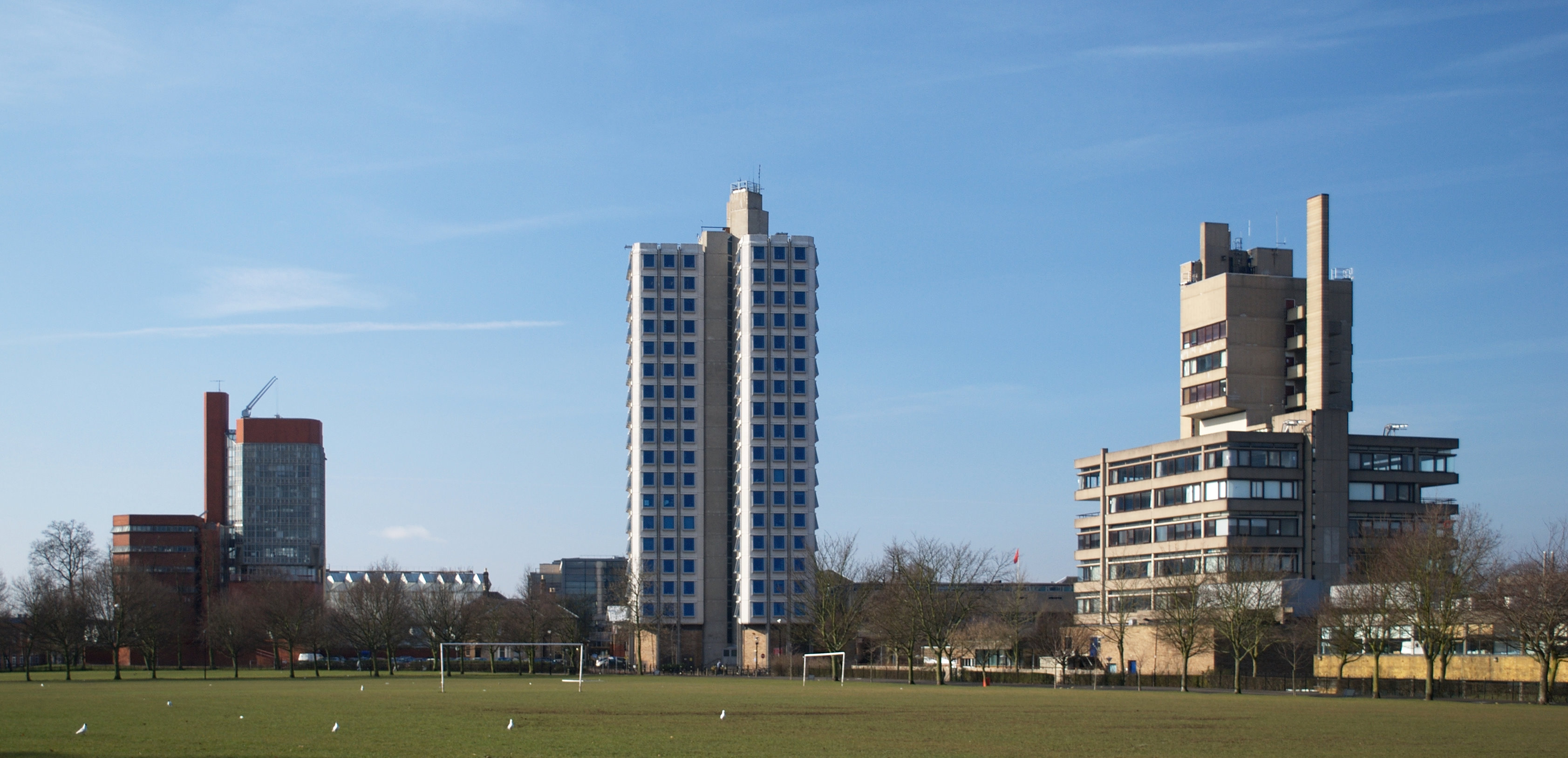
La Universitat de Leicester vista des de Victoria Park. D'esquerra a dreta: l'Edifici d'Enginyeria, la Torre Attenborough i l'Edifici Charles Wilson.